# Robert Bruce Mathias
Robert Bruce Mathias (anglès: Bob Mathias)  (Tulare, 17 de novembre de 1930 - Fresno, 2 de setembre de 2006) fou un atleta dels Estats Units especialista en decatló. Fou dos cops campió olímpic en la prova de decatló a Londres 1948 i Helsinki 1952. L'any 1950 establí el rècord del món de l'especialitat que mantingué fins al 1955. Fou representant de l'estat de Califòrnia al congrés estatunidenc entre 1967 i 1975 pel Partit Republicà.